# Římskokatolická farnost Lysá nad Labem
Římskokatolická farnost Lysá nad Labem je jedno z územních společenství římských katolíků v staroboleslavském vikariátu s farním kostelem Narození sv. Jana Křtitele.

## Dějiny farnosti
Před rokem 1290 byla v Lysé zřízena farnost, která byla v roce 1626 zrušena a roku 1652 opět obnovena. V roce 1892 povýšena na děkanství a do 31. května 1993 jakou součást litoměřické diecéze v zaniklém nymburském vikariátu. Od 1. července 1994 opět farnost. 
Starší názvy: (německy) Lissa an der Elbe, Lysá Nová

### Duchovní správcové vedoucí farnost
Začátek působnosti jmenovaného v duchovní správě farnosti od roku:
- 1291   Stephanus
- 1334   Hroznata
- 1344   Dietmarus
- 1352   Wenceslaus, † 1389
- 1389   Přibyslav
- 1405   Petrus
- Martinus
- 1409   Petrus
- 1413   Franciscus
- 1415   Benedictus
- 1671   Adalbertus Franc. Molitor
- 1672   J. V. Reich
- 1681   Dom. Ant. Hruška
- 1687   Joannes Henricus Paběnský
- 1698   Math. Wencesl. Jelínek
- 1707   Thomas Joannes Melžovecký
- 1724   Augustus Josephus Werner, † 15. 1. 1754
- 1765   Joannes Deml
- 1777   Joannes Tichy
- 1806   Jos. Fiala, n. 17. 3. 1763 Schlüsselburgens., o. 13. 7. 1788, † 13. 7. 1851
- 1851   Jos. Damaschek, n. 25. 2. 1804 Tatobit., o. 2. 9. 1829, † 12. 6. 1871
- 1871   Adalbert. Podobský, n. 17. 2. 1837 Magno-Solec, o. 29. 7. 1863, † 21. 7. 1892
- 1892   dec. vacat, admin. int. Jos. Rydvan
- 1893   Wencesl. Krupička, n. 9. 8. 1834 Drahelic, o. 1. 8. 1859, † 16. 1. 1904
- 1904   Car. Kopal, n. 2. 4. 1862 Žehrov, o. 16. 5. 1886
- 4. 3.  1947   Miroslav Brabec
- 1. 2.  1948   Antonín Vičar
- 1. 1.  1981   František Segeťa
- 1. 9.  1984   Miroslav Kubík
- 1. 2.  1990   Milan Martinásek[1]

...
- 1. 5. 2014 Pavel Alois Porochnavec, administrátor

## Kostely farnosti
| Kostel                                            | Místo                | Bohoslužba |
| ------------------------------------------------- | -------------------- | --- |
| sv. Bartoloměje                                   | Kostomlaty nad Labem | ne 11.00 |
| Narození sv. Jana Křtitele (sv. Barbory), gotický | Lysá nad Labem       | původně farní kostel sv. Jana Křtitele, poté jako kostel sv. Barbory, zbořen 1879                                                                                       |
| Narození sv. Jana Křtitele, barokní               | Lysá nad Labem       | čt 8.00, ne 9.30, so 17.00, pá 17.00 pouze 1. pátek v měsíci, po mši je adorace st 17.00 pouze 2. středa v měsíci, pro děti út 18.00, st 18.00 kromě 2. středy v měsíci |
| sv. Kateřiny Alexandrijské                        | Milovice             | ne 8.00 |